# 乌韦兹河畔圣欧邦
烏韋茲河畔圣欧邦（法語：Saint-Auban-sur-l'Ouvèze，法語發音：[sɛ̃.t‿obɑ̃ syʁ luvɛz]）是法国德龙省的一个市镇，位于该省东南部，属于尼永斯区。

## 地理
乌韦兹河畔圣欧邦（44°17'18"N, 5°24'59"E）面积16.55 平方千米，位于法国奥弗涅-罗讷-阿尔卑斯大区德龙省，该省份为法国东南部内陆省份，北起顺时针与伊泽尔省、上阿尔卑斯省、上普罗旺斯阿尔卑斯省、沃克吕兹省和阿尔代什省接壤。
与乌韦兹河畔圣欧邦接壤的市镇（或旧市镇、城区）包括：蒙费朗-拉法尔、蒙盖、里翁 (德龙省)、拉罗谢特迪比、鲁雪、乌韦兹河畔圣厄费米、圣索沃尔古韦尔内。

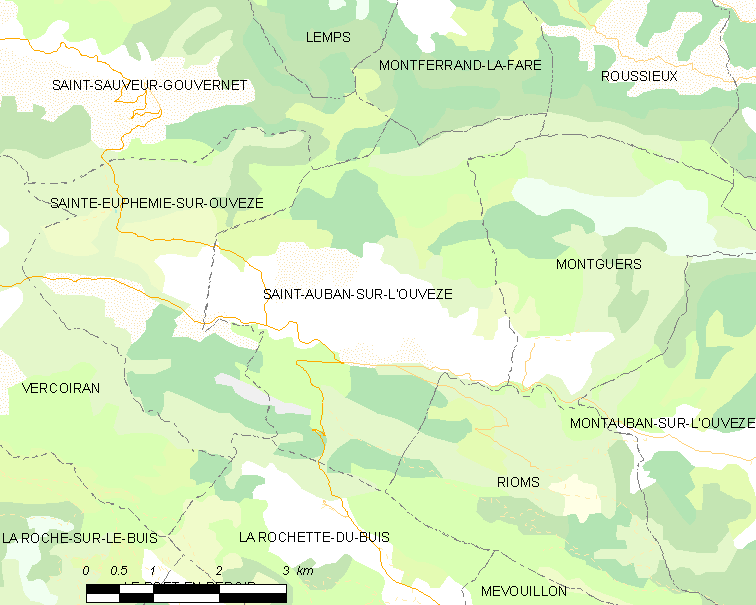
乌韦兹河畔圣欧邦的OSM定位图

乌韦兹河畔圣欧邦的时区为UTC+01:00、UTC+02:00（夏令时）。

## 行政
乌韦兹河畔圣欧邦的邮政编码为26170，INSEE市镇编码为26292。

## 政治
乌韦兹河畔圣欧邦所属的省级选区为尼永斯-巴罗尼县。

## 人口

1962-2008年间乌韦兹河畔圣欧邦人口变化图示

乌韦兹河畔圣欧邦于2022年1月1日时的人口数量为204人。